# Metaleptobasis weibezahni
Metaleptobasis weibezahni là một loài chuồn chuồn kim trong họ Coenagrionidae.
Metaleptobasis weibezahni được miêu tả khoa học năm 1955 bởi Rácenis.